# Microsoft Money
Microsoft Money（マイクロソフトマネー）は、マイクロソフトが販売していた個人向けファイナンスソフトウェアである。日本語版はMicrosoft Windowsプラットフォーム向けに開発されているが、US版にはWindows Mobile向けのものも存在する。
日本語版の最新版は 2007年10月26日に発売されたPlus Editionである。
2009年9月末をもって販売終了となることが公式に発表された。
2011年1月、プロダクトアクティベーションが解除された Money Plus Sunset Deluxe 日本語版が無償公開された。

## 歴史
Microsoft Moneyの最初のバージョンは1991年にリリースされた。
なお、日本語の最初のバージョンは1998年のMicrosoft Moneyである。

### リリース履歴（日本語版）
| バージョン                          | 発売日     | 備考                                                                 |
| ----------------------------------- | ---------- | -------------------------------------------------------------------- |
| Microsoft Money Plus Sunset Deluxe  | 2011/1/7   | オンライン更新機能、プロダクトアクティベーションが削除された無償版。 |
| Microsoft Money Plus Edition (2008) | 2007/10/26 | 初めてMicrosoft Moneyにプロダクトアクティベーションが導入された。    |
| Microsoft Money 2007                | 2006/9/29  |                                                                      |
| Microsoft Money 2006                | 2005/9/30  |                                                                      |
| Microsoft Money 2005                | 2004/10/10 | MSNマネー残高照会サービスに対応                                      |
| Microsoft Money 2004                | 2003/10/10 |                                                                      |
| Microsoft Money 2003 デラックス版   | 2002/10/18 |                                                                      |
| Microsoft Money 2002 デラックス版   | 2001/11/2  |                                                                      |
| Microsoft Money 2002 家計簿版       | 2001/11/2  |                                                                      |
| Microsoft Money 2001デラックス版    | 2000/10/13 | マネー電子明細に対応                                                 |
| Microsoft Money 2001家計簿版        | 2000/10/13 | マネー電子明細に対応                                                 |
| Microsoft Money 2000                | 1999/11/12 |                                                                      |
| Microsoft Money 2000 Basic          | 1999/11/12 |                                                                      |
| Microsoft Money                     | 1998/7/25  |                                                                      |

## マネー電子明細
Money 2001 から、マネー電子明細の取り込みに対応している。マネー電子明細は、銀行・クレジットカード・証券の取引明細を記述したデータで、Open Financial Exchange仕様に準拠している。

## MSNマネー残高照会
Money 2005より、MSNマネー残高照会サービスに対応しており、このサービスから電子明細を一括ダウンロードし取り込みを行えるようになっている。MSNマネー残高照会サービスは、マイクロソフトから業務委託を受け、NTTビズリンク社が運用・保守を行っている。→Agurippa
Money 2005～2007のバージョンでは、MSN マネー残高照会サービスからの明細ダウンロードを利用するには、「ゴールドサービス」利用権が必要である。これは製品に1つ付いており、利用期限は1年間である。
Money Plus Editionでは、製品にアクティベーション（2年間有効）が設定され、この有効期間中はMSNマネー残高照会サービスからのダウンロードを利用できるようになっている。ただし、本サービスの提供は 2011年1月末に停止となる。
Money Plus Sunset Deluxe 版ではマネー残高照会サービスは利用できない。

## サポート
Microsoft Money FAQがmoney.mvps.org（英語）やMicrosoft Money Wiki（日本語）に公開されている。

## 各国版
Microsoft Moneyには、US、イギリス、フランス、日本、カナダ版があり、またこの他の英語圏向けの国際英語版がある。しかし、Money 2006に関しては イギリス、フランスおよび国際英語版はリリースしないとアナウンスしている。これらのローカライズ版はMoney 2005から更新されておらず、Microsoftによれば次の更新は 2008年となっていた。なお、カナダ版の最新版はMoney 2006である。
過去には、ドイツやイタリアなど他の国向けのローカライズ版が存在していた。しかし、これらのバージョンはローカライズにかかるコストや、ドイツにおけるHBCIなどのオンラインバンキング標準をサポートするコストに比べて利用者数が見込めないことから、開発は中止されている。
US版Moneyには Essential, Plus Deluxe, Plus Premium, Plus Home & Businessの4バージョンが発売されているが、日本語版はPlus Editionの1種類のみである。機能的にはPlus Deluxeが近いが、日本語版にはMSNマネー残高照会サービスなどの独自機能が入っているため、簡単には比較できない。